# Марченко, Владимир Леонидович
Владимир Леонидович Марченко (род. 3 февраля 1970, Могилёв, БССР, СССР) — российский учёный, общественный, профсоюзный деятель. Кандидат физико-математических наук (2005). Доцент факультета политологии МГУ (с 2010), и. о. проректора МГУ (2015—2017).

## Биография
Родился 3 февраля 1970 года в городе Могилёве.
В 1993 году окончил физический факультет МГУ.
В 2005 году защитил диссертацию на соискание учёной степени кандидата физико-математических наук. Тема — «Коллективные взаимодействия в упорядоченных системах», специальность 01.04.02 — теоретическая физика, научный руководитель — Б. И. Садовников.
С 1993 по 2000 год — работа на различных должностях на физическом факультете МГУ. Председатель профсоюзного комитета студентов физического факультета (с 1994).
В 1999 году избран на должность заместителя председателя Объединённого профсоюзного комитета МГУ.
С 2000 года — работа в ректорате МГУ: заместитель проректора, заместитель начальника Управления социального развития, и. о. проректора МГУ (2015—2017).
С 2010 года — работа на факультете политологии МГУ: старший научный сотрудник, доцент.

## Общественная деятельность
- Исполнительный директор Евразийской ассоциации профсоюзных организаций университетов (с 2009).
- Председатель Экспертного совета по вопросам обучающихся Комитета Государственной Думы по образованию (с начала основания до 2008 года).
- Член Экспертного совета ГД по образованию (с 2008).
- Председатель Студенческого координационного совета Общероссийского Профсоюза образования (с 2009)
- Член Центрального совета Общероссийского Профсоюза образования
- Член Исполнительного комитета Общероссийского Профсоюза образования (с 2011)
- Руководитель комиссии Совета по молодежной политике Минобрнауки России «Социальные стандарты в образовании» (с 2012)[1].

## Основные награды
- Почётный работник высшего профессионального образования РФ
- Лауреат Премии имени В. М. Яковлева (2013)[1].

## Основные труды

### Перечень статей
- Статьи в системе "ИСТИНА"

### Учебное пособие
- Марченко В. Л., Халиков М. С., Усов А. И. Геополитика в глобализирующемся мире. — М.: МАКС Пресс, 2013. — 320 с. — ISBN 978-5-317-84317-9[3][4]